# Giai đoạn vòng loại và vòng play-off UEFA Europa League 2022-23
Giai đoạn vòng loại và vòng play-off UEFA Europa League 2022–23 bắt đầu vào ngày 4 tháng 8 và kết thúc vào ngày 25 tháng 8 năm 2021.
Có tổng cộng 28 đội dự kiến thi đấu trong hệ thống vòng loại của UEFA Europa League 2022–23, bao gồm giai đoạn vòng loại, với 10 đội ở Nhóm các đội vô địch và 6 đội ở Nhóm chính, và vòng play-off. 10 đội thắng ở vòng play-off tiến vào vòng bảng, để cùng với 12 đội tham dự vào vòng bảng, 6 đội thua của của vòng play-off Champions League (4 đội từ Nhóm các đội vô địch và 2 đội từ Nhóm các đội không vô địch), và 4 đội thua thuộc Nhóm các đội không vô địch của vòng loại thứ ba Champions League.
Thời gian là CEST (UTC+2), như được liệt kê bởi UEFA (giờ địa phương, nếu khác nhau thì nằm trong ngoặc đơn).

## Các đội bóng
Ở vòng loại thứ ba, các đội được chia làm hai nhóm:
- Nhóm các đội vô địch (10 đội): 10 đội tham dự vòng đấu này (10 đội thua của vòng loại thứ hai Champions League Nhóm các đội vô địch).
- Nhóm chính (4 đội): 4 đội tham dự vòng đấu này (bao gồm 2 đội thua của vòng loại thứ hai Champions League Nhóm các đội không vô địch).

Các đội thắng của vòng loại thứ ba được kết hợp vào một nhóm duy nhất cho vòng play-off:
- Vòng play-off (20 đội): 13 đội tham dự vòng đấu này (bao gồm 6 đội thua của vòng loại thứ ba Champions League Nhóm các đội vô địch) và 7 đội thắng của vòng loại thứ ba.

Tất cả các đội bị loại từ giai đoạn vòng loại và vòng play-off tham dự Europa Conference League:
- 5 đội thua của vòng loại thứ ba Nhóm các đội vô địch tham dư vòng play-off Nhóm các đội vô địch.
- 2 đội thua của vòng loại thứ ba Nhóm chính tham dự vòng play-off Nhóm chính.
- 10 đội thua của vòng play-off tham dự vòng bảng.

Dưới đây là các đội tham dự (với hệ số câu lạc bộ UEFA năm 2022, tuy nhiên không được sử dụng để xếp hạt giống cho giai đoạn vòng loại và vòng play-off), được xếp nhóm theo vòng đấu bắt đầu.
| Chú thích màu sắc                                                            |
| ---------------------------------------------------------------------------- |
| Đội thắng của vòng play-off đi tiếp vào vòng bảng                            |
| Đội thua của vòng play-off tham dự vòng bảng Europa Conference League        |
| Đội thua của vòng loại thứ ba tham dự vòng play-off Europa Conference League |

| Đội                       | Hệ số  |
| ------------------------- | ------ |
| Gent                      | 27.500 |
| Ludogorets Razgrad[CH Q3] | 23.000 |
| Sheriff Tiraspol[CH Q3]   | 22.500 |
| Ferencváros[CH Q3]        | 15.500 |
| Apollon Limassol[CH Q3]   | 14.000 |
| Žalgiris[CH Q3]           | 8.000  |
| Austria Wien              | 7.770  |
| Heart of Midlothian       | 7.380  |
| Omonia                    | 7.000  |
| Sivasspor                 | 6.500  |
| Dnipro-1                  | 6.360  |
| Silkeborg                 | 5.435  |
| Pyunik[CH Q3]             | 4.250  |

| Đội                       | Hệ số  |
| ------------------------- | ------ |
| Olympiacos [CH Q2]        | 41.000 |
| Malmö FF [CH Q2]          | 23.500 |
| Maribor [CH Q2]           | 14.000 |
| Slovan Bratislava [CH Q2] | 13.000 |
| HJK [CH Q2]               | 8.500  |
| F91 Dudelange [CH Q2]     | 8.500  |
| Linfield [CH Q2]          | 7.000  |
| Shamrock Rovers [CH Q2]   | 7.000  |
| Zürich [CH Q2]            | 7.000  |
| Shkupi [CH Q2]            | 4.500  |

| Đội                 | Hệ số  |
| ------------------- | ------ |
| Partizan            | 24.500 |
| Fenerbahçe [LP Q2]  | 14.500 |
| AEK Larnaca [LP Q2] | 7.500  |
| Slovácko            | 5.560  |

Ghi chú
1. CH Q3 Đội thua của vòng loại thứ ba Champions League (Nhóm các đội vô địch).
2. CH Q2 Đội thua của vòng loại thứ hai Champions League (Nhóm các đội vô địch).
3. LP Q2 Đội thua của vòng loại thứ hai Champions League (Nhóm các đội không vô địch).

## Thể thức
Mỗi cặp đấu được diễn ra qua hai lượt trận, mỗi đội thi đấu một lượt tại sân nhà. Đội nào có tổng tỉ số cao hơn qua hai lượt đi tiếp vào vòng tiếp theo. Nếu tổng tỉ số bằng nhau sau khi kết thúc thời gian thi đấu chính thức của lượt về, hiệp phụ được diễn ra và nếu cả hai đội ghi được cùng số bàn thắng trong thời gian hiệp phụ, cặp đấu được quyết định bằng loạt sút luân lưu.

## Lịch thi đấu
Lịch thi đấu của giải đấu như sau (tất cả các lễ bốc thăm được tổ chức tại trụ sở UEFA ở Nyon, Thụy Sĩ).
| Vòng             | Ngày bốc thăm       | Lượt đi             | Lượt về             |
| ---------------- | ------------------- | ------------------- | ------------------- |
| Vòng loại thứ ba | 18 tháng 7 năm 2022 | 4 tháng 8 năm 2022  | 11 tháng 8 năm 2022 |
| Vòng play-off    | 2 tháng 8 năm 2022  | 18 tháng 8 năm 2022 | 25 tháng 8 năm 2022 |

## Vòng loại thứ ba
Lễ bốc thăm cho vòng loại thứ ba được tổ chức vào ngày 18 tháng 7 năm 2022.

### Xếp hạt giống
Tổng cộng có 14 đội thi đấu ở vòng loại thứ ba. Họ được chia làm hai nhóm:
- Nhóm các đội vô địch (10 đội): 10 đội thua của vòng loại thứ hai UEFA Champions League 2022–23 (Champions Path),Nhóm các đội vô địch) mà danh tính của họ không được biết tại thời điểm bốc thăm. Không có đội hạt giống
- Nhóm chính (4 đội): Các đội được xếp hạt giống như sau:
  - Hạt giống: 2 đội tham dự vòng đấu này.
  - Không hạt giống: 2 đội thua của vòng loại thứ hai UEFA Champions League 2022–23 (Nhóm các đội không vô địch) mà danh tính của họ không được biết tại thời điểm bốc thăm.

Các đội từ cùng hiệp hội không thể được bốc thăm để đối đầu với nhau. Đội đầu tiên được bốc thăm ở mỗi cặp đấu là đội nhà của trận lượt đi.
| - Slovan Bratislava - Shkupi - Zürich - HJK - Linfield - Malmö FF - Shamrock Rovers - Maribor - Olympiacos - F91 Dudelange |

| Hạt giống             | Không hạt giống            |
| --------------------- | -------------------------- |
| - Partizan - Slovácko | - AEK Larnaca - Fenerbahçe |

### Tóm tắt
Các trận lượt đi được diễn ra vào ngày 4 tháng 8, các trận lượt về được diễn ra vào ngày 9 và 11 tháng 8 năm 2021.
Đội thắng của các cặp đấu đi tiếp vào vòng play-off. Đội thua được chuyển qua vòng play-off Europa Conference League thuộc nhóm tương ứng của họ.
| Đội 1           | TTS         | Đội 2             | Lượt đi | Lượt về      |
| --------------- | ----------- | ----------------- | ------- | ------------ |
| Malmö FF        | 5–2         | F91 Dudelange     | 3–0     | 2–2          |
| Shamrock Rovers | 5–2         | Shkupi            | 3–1     | 2–1          |
| Linfield        | 0–5         | Zürich            | 0–2     | 0–3          |
| Olympiacos      | 3–3 (4–3 p) | Slovan Bratislava | 1–1     | 2–2 (s.h.p.) |
| Maribor         | 0–3         | HJK               | 0–2     | 0–1          |

| Đội 1       | TTS | Đội 2    | Lượt đi | Lượt về |
| ----------- | --- | -------- | ------- | ------- |
| AEK Larnaca | 4–3 | Partizan | 2–1     | 2–2     |
| Fenerbahçe  | 4–1 | Slovácko | 3–0     | 1–1     |

### Nhóm các đội vô địch
| Malmö FF                                            | 3–0      | F91 Dudelange |
| --------------------------------------------------- | -------- | ------------- |
| - Kiese Thelin 54' - Toivonen 81' - Birmančević 85' | Chi tiết |               |

| F91 Dudelange            | 2–2      | Malmö FF                        |
| ------------------------ | -------- | ------------------------------- |
| - Hadji 56' - Sinani 61' | Chi tiết | - Buya Turay 50' - Toivonen 52' |

Malmö FF thắng với tổng tỷ số 5–2.
| Shamrock Rovers                                 | 3–1      | Shkupi       |
| ----------------------------------------------- | -------- | ------------ |
| - Burke 13' (ph.đ.) - Watts 29' - O'Neill 90+7' | Chi tiết | - Queven 77' |

| Shkupi           | 1–2      | Shamrock Rovers            |
| ---------------- | -------- | -------------------------- |
| - Adetunji 90+4' | Chi tiết | - Gaffney 65' - Emakhu 85' |

Shamrock Rovers thắng với tổng tỷ số 5–2.
| Linfield | 0–2      | Zürich                    |
| -------- | -------- | ------------------------- |
|          | Chi tiết | - Aiyegun 8' - Gnonto 64' |

| Zürich                           | 3–0      | Linfield |
| -------------------------------- | -------- | -------- |
| - Avdijaj 11', 26' - Santini 84' | Chi tiết |          |

Zürich thắng với tổng tỷ số 5–0.
| Olympiacos     | 1–1      | Slovan Bratislava |
| -------------- | -------- | ----------------- |
| - El-Arabi 86' | Chi tiết | - Green 63'       |

| Slovan Bratislava                                  | 2–2 (s.h.p.) | Olympiacos                                         |
| -------------------------------------------------- | ------------ | -------------------------------------------------- |
| - Šaponjić 90+4' - Green 108'                      | Chi tiết     | - Zinckernagel 54' - A. Camara 101'                |
| Loạt sút luân lưu                                  |              |                                                    |
| - Ramírez - Šaponjić - Kucka - Green - Chakvetadze | 3–4          | - Kunde - Bouchalakis - Masouras - Pipa - Valbuena |

Tổng tỷ số 3–3. Olympiacos thắng 4–3 trên chấm luân lưu.
| Maribor | 0–2      | HJK                          |
| ------- | -------- | ---------------------------- |
|         | Chi tiết | - Browne 47' - Radulović 64' |

| HJK            | 1–0      | Maribor |
| -------------- | -------- | ------- |
| - Hostikka 54' | Chi tiết |         |

HJK thắng với tổng tỷ số 3–0.

### Nhóm chính
| AEK Larnaca                  | 2–1      | Partizan    |
| ---------------------------- | -------- | ----------- |
| - García 34' - Miličević 70' | Chi tiết | - Menig 18' |

| Partizan         | 2–2      | AEK Larnaca               |
| ---------------- | -------- | ------------------------- |
| - Gomes 24', 54' | Chi tiết | - Gyurcsó 51' - Faraj 57' |

AEK Larnaca thắng với tổng tỷ số 4–3.
| Fenerbahçe                     | 3–0      | Slovácko |
| ------------------------------ | -------- | -------- |
| - Mor 17' - Lincoln 45+2', 81' | Chi tiết |          |

| Slovácko      | 1–1      | Fenerbahçe   |
| ------------- | -------- | ------------ |
| - Šašinka 58' | Chi tiết | - Dursun 56' |

Fenerbahçe thắng với tổng tỷ số 4–1.

## Vòng play-off
Lễ bốc thăm cho vòng play-off được tổ chức vào ngày 2 tháng 8 năm 2022.

### Xếp hạt giống
Tổng cộng có 20 đội thi đấu ở vòng play-off. Các đội được xếp hạt giống vào bốn "nhóm ưu tiên":
- Ưu tiên 1: 6 đội từ hiệp hội thứ hạng cao hơn tham dự vòng đấu này
- Ưu tiên 2: 6 đội thua của vòng loại thứ ba UEFA Champions League 2022–23 (Nhóm các đội vô địch) mà danh tính của họ không được biết tại thời điểm bốc thăm
- Ưu tiên 3: 5 đội thắng của vòng loại thứ ba (Nhóm các đội vô địch) mà danh tính của họ không được biết tại thời điểm bốc thăm
- Ưu tiên 4: Đội còn lại tham dự vòng đấu này và 2 đội thắng của vòng loại thứ ba (Nhóm chính) mà danh tính của họ không được biết tại thời điểm bốc thăm

Quy trình bốc thăm được tiến hành như sau:
1. Ba đội từ nhóm Ưu tiên 1 được xếp cặp với ba đội ở nhóm Ưu tiên 4.
2. Ba đội còn lại ở nhóm Ưu tiên 1 sau đó được xếp cặp với các đội từ nhóm Ưu tiên 3.
3. Hai đội còn lại ở nhóm Ưu tiên 3 sau đó được xếp cặp với các đội từ nhóm Ưu tiên 2.
4. Bốn quả bóng còn lại ở nhóm Ưu tiên 2 sau đó được bốc thăm lần lượt để hoàn tất cặp đấu thứ 9 và thứ 10 (bốc thăm mở).

Các đội từ cùng hiệp hội không thể được bốc thăm để đối đầu với nhau. Đội đầu tiên được bốc thăm ở mỗi cặp đấu là đội nhà của trận lượt đi.
| Ưu tiên 1                                                                      | Ưu tiên 2                                                                                    | Ưu tiên 3                                                | Ưu tiên 4                           |
| ------------------------------------------------------------------------------ | -------------------------------------------------------------------------------------------- | -------------------------------------------------------- | ----------------------------------- |
| - Gent - Austria Wien - Heart of Midlothian - Sivasspor - Dnipro-1 - Silkeborg | - Apollon Limassol - Ferencváros - Ludogorets Razgrad - Sheriff Tiraspol - Žalgiris - Pyunik | - Malmö FF - Shamrock Rovers - Zürich - Olympiacos - HJK | - Omonia - AEK Larnaca - Fenerbahçe |

### Tóm tắt
Các trận lượt đi được diễn ra vào ngày 18 tháng 8, các trận lượt về được diễn ra vào ngày 25 tháng 8 năm 2022. 
Đội thắng của các cặp đấu đi tiếp vào vòng bảng. Đội thua được chuyển qua vòng bảng Europa Conference League.
| Đội 1              | TTS         | Đội 2               | Lượt đi | Lượt về      |
| ------------------ | ----------- | ------------------- | ------- | ------------ |
| Dnipro-1           | 1–5         | AEK Larnaca         | 1–2     | 0–3          |
| Gent               | 0–4         | Omonia              | 0–2     | 0–2          |
| Austria Wien       | 1–6         | Fenerbahçe          | 0–2     | 1–4          |
| Zürich             | 3–1         | Heart of Midlothian | 2–1     | 1–0          |
| HJK                | 2–1         | Silkeborg           | 1–0     | 1–1          |
| Malmö FF           | 5–1         | Sivasspor           | 3–1     | 2–0          |
| Ferencváros        | 4–1         | Shamrock Rovers     | 4–0     | 0–1          |
| Apollon Limassol   | 2–2 (1–3 p) | Olympiacos          | 1–1     | 1–1 (s.h.p.) |
| Pyunik             | 0–0 (2–3 p) | Sheriff Tiraspol    | 0–0     | 0–0 (s.h.p.) |
| Ludogorets Razgrad | 4–3         | Žalgiris            | 1–0     | 3–3 (s.h.p.) |

### Các trận đấu
| Dnipro-1     | 1–2      | AEK Larnaca                  |
| ------------ | -------- | ---------------------------- |
| - Svatok 90' | Chi tiết | - Altman 16' - Miličević 29' |

| Gent | 0–2      | Omonia                          |
| ---- | -------- | ------------------------------- |
|      | Chi tiết | - Charalambous 19' - Barker 76' |

| Austria Wien | 0–2      | Fenerbahçe             |
| ------------ | -------- | ---------------------- |
|              | Chi tiết | - King 8' - Dursun 89' |

| Zürich                        | 2–1      | Heart of Midlothian     |
| ----------------------------- | -------- | ----------------------- |
| - Guerrero 32' - Džemaili 34' | Chi tiết | - Shankland 22' (ph.đ.) |

| HJK          | 1–0      | Silkeborg |
| ------------ | -------- | --------- |
| - Browne 79' | Chi tiết |           |

| Malmö FF                                        | 3–1      | Sivasspor   |
| ----------------------------------------------- | -------- | ----------- |
| - Zeidan 18' - Christiansen 37' - Moisander 68' | Chi tiết | - James 30' |

| Ferencváros                                  | 4–0      | Shamrock Rovers |
| -------------------------------------------- | -------- | --------------- |
| - Auzqui 13' - Traoré 35', 48' - Ćivić 90+3' | Chi tiết |                 |

| Apollon Limassol | 1–1      | Olympiacos  |
| ---------------- | -------- | ----------- |
| - Janga 18'      | Chi tiết | - Hwang 29' |

| Pyunik | 0–0      | Sheriff Tiraspol |
| ------ | -------- | ---------------- |
|        | Chi tiết |                  |

| Ludogorets Razgrad      | 1–0      | Žalgiris |
| ----------------------- | -------- | -------- |
| - Tatomirović 2' (l.n.) | Chi tiết |          |